# Taiwan-Weißbauchratte

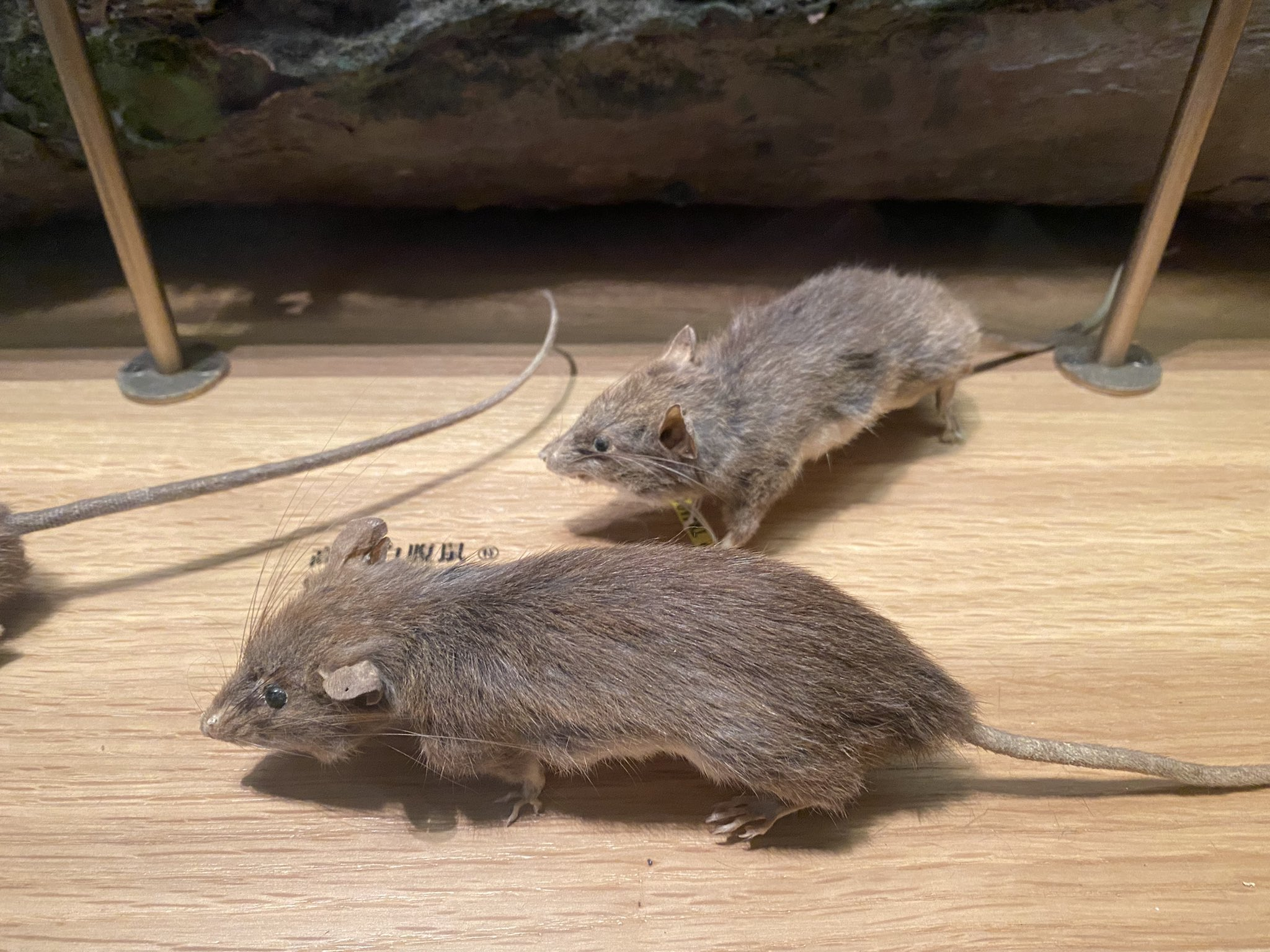
Zwei Weißbauchratten

Die Taiwan-Weißbauchratte (Niviventer culturatus) ist eine Nagetierart aus der Gattung der Weißbauchratten (Niviventer) innerhalb der Altweltmäuse (Murinae). Sie kommt endemisch auf der Insel Taiwan vor.

## Merkmale
Die Taiwan-Weißbauchratte erreicht eine Kopf-Rumpf-Länge von 13,0 bis 15,0 Zentimetern mit einem Schwanz von 17 bis 20 Zentimetern Länge. Die Hinterfußlänge beträgt etwa 29 bis 35 Millimeter, die Ohrlänge 23 bis 25 Millimeter. Der Schädel hat eine Gesamtlänge von 37 bis 39 Millimeter.
Das Rückenfell ist weich und grau-braun, es ist gegenüber dem cremeweißen Bauch scharf abgegrenzt. Der Schwanz ist zweifarbig mit einer dunkelbraunen Oberseite und einer cremeweißen Unterseite; der hintere Bereich des Schwanzes ist vollständig weiß. Die Oberseite der Hände und Füße ist braun, die Finger und Zehen sind jedoch weiß. Das Gesicht ist grau mit dunklen Flecken vor und direkt hinter den Augen. Im Aussehen entspricht sie teilweise der ebenfalls auf Taiwan lebenden Coxing-Weißbauchratte (Niviventer coninga), die jedoch deutlich größer ist.

## Verbreitung
Die Taiwan-Weißbauchratte kommt als Endemit nur auf der Insel Taiwan vor.

## Lebensweise
Über die Lebensweise der Taiwan-Weißbauchratte liegen nur wenige Informationen vor. Sie lebt vor allem Nadelwaldgebieten mit Hemlocktannen, kann jedoch auch in Sekundärwaldbeständen vorkommen und ist häufig im Bereich großer Holzstapel oder liegender Baumstämme assoziiert. Sie lebt im Hochland zwischen 2000 und 3000 Metern.

## Systematik
Die Taiwan-Weißbauchratte wird als eigenständige Art innerhalb der Weißbauchratten (Niviventer) eingeordnet, die aus 17 Arten besteht. Die wissenschaftliche Erstbeschreibung stammt von dem britischen Zoologen Oldfield Thomas, der die Art 1911 anhand von Individuen vom Mount Arizan aus Taiwan aus einer Höhe von 2440 Metern beschrieb. Teilweise wurde sie als Unterart der Großen Himalaya-Weißbauchratte (Niviventer niviventer) oder der Chinesischen Weißbauchratte (Niviventer confucianus) betrachtet. Chromosomale und weitere molekularbiologische Daten zeigen, dass ein Schwesternartenverhältnis zur Coxing-Weißbauchratte unwahrscheinlich ist und somit beide Arten unabhängig voneinander die Insel besiedelt haben.

## Status, Bedrohung und Schutz
Die Taiwan-Weißbauchratte wird von der International Union for Conservation of Nature and Natural Resources (IUCN) als Art der Vorwarnliste und damit als potenziell gefährdet (near threatened) eingeordnet. Begründet wird dies mit dem begrenzten Verbreitungsgebiet von weniger als 5.000 km², die Vorkommen und Bestände scheinen jedoch stabil zu sein. Potenzielle Gefährdungen sind derzeit nicht bekannt, größere Holzeinschläge in den Bergwäldern von Taiwan sind stark zurückgegangen und stellen keine Bedrohung mehr da. Regelmäßige Vorkommen sind für den Yushan-Nationalpark dokumentiert.

## Belege
1. 1 2 3 4 5  Darrin Lunde, Andrew T. Smith: Soft-Furred Taiwan Niviventer. In: Andrew T. Smith, Yan Xie: A Guide to the Mammals of China. Princeton University Press, Princeton NJ 2008, ISBN 978-0-691-09984-2, S. 267.
2. 1 2 3  Niviventer culturatus in der Roten Liste gefährdeter Arten der IUCN 2016.2. Eingestellt von: C.H. Johnston, A.T. Smith, 2008. Abgerufen am 12. November 2016.
3. 1 2  Niviventer culturatus. In: Don E. Wilson, DeeAnn M. Reeder (Hrsg.): Mammal Species of the World. A taxonomic and geographic Reference. 2 Bände. 3. Auflage. Johns Hopkins University Press, Baltimore MD 2005, ISBN 0-8018-8221-4.
4. ↑  Niviventer coninga. In: Don E. Wilson, DeeAnn M. Reeder (Hrsg.): Mammal Species of the World. A taxonomic and geographic Reference. 2 Bände. 3. Auflage. Johns Hopkins University Press, Baltimore MD 2005, ISBN 0-8018-8221-4.